# Auvers-le-Hamon
Auvers-le-Hamon é uma comuna francesa na região administrativa do País do Loire, no departamento de Sarthe. Estende-se por uma área de 47.83 km². Em 2010 a comuna tinha 1 507 habitantes (densidade: 31,5 hab./km²).